# Cristal do Sul
Cristal do Sul là một đô thị thuộc bang Rio Grande do Sul, Brasil. Đô thị này có diện tích 97,716 km², dân số năm 2007 là 2967 người, mật độ 30,36 người/km².